# Odnaleźć Alice
Odnaleźć Alice (org. Foudre) – telewizyjny serial dla młodzieży. W Polsce został wyemitowany jeden sezon (z pięciu) na kanale ZigZap.

## Fabuła
Alex w swoje 18 urodziny poznaje Alice, w której zakochał się od pierwszego wejrzenia. Następnego dnia spotyka dziwnego człowieka, który ostrzega go, by nie próbował się spotkać z Alice. Wkrótce dziewczyna znika, jej mieszkanie jest puste i nikt ze znajomych nie wie, co się z nią stało. Alex wraz z dwójką swoich przyjaciół, Leo i Evą, postanawia odnaleźć Alice. Poszukiwania prowadzą aż do Nowej Kaledonii. Alex z przyjaciółmi dociera na wyspę. Dorywcze prace pozwalają im przeżyć i zamieszkać w szałasie Kanak wynajętym od miejscowych mieszkańców, znajdującym się tuż obok wodospadu Tao. Podczas poszukiwań bohaterowie stykają się z fascynującą przyrodą Nowej Kaledonii, rdzennymi mieszkańcami wyspy i zapierającymi dech atolami.

## Obsada
- Joséphine Jobert : Alice Watson (sezon 1-5)
- Charles Templon : Alex Nelka (sezon 1-2, 4)
- David Tournay : Léo Lagrange (sezon 1-5)
- Mouni Farro : Eva Martinez (sezon 1-2)
- Nils Haagensen : Sam (sezon 3)
- Fanny Krich : Maxine (sezon 3)
- Cedric D'Oliveira : Julien Gary (sezon 4-5)
- Jeromine Chasseriaud : Lola Lagrange (sezon 4-5)
- Thu Trang Nguyen : Ane (sezon 5)
- Farid Larbi : William Moreno (sezon 1 i 5)
- Jean-Paul Smadja : Stéphane Watson-Lefèvre (sezon 1-5)
- Alexandre Loréal : Clément Watson (sezon 1-5)
- Ysabelle Abad : Gwen (sezon 2 i 5)
- Rémy Pollabauer : Jess (sezon 1 i 4)
- Lucy Flamant : Manon Floyd (sezon 1)

## Spis odcinków
| Premiera odcinka | N/o | Polski tytuł              | Francuski tytuł              |
| ---------------- | --- | ------------------------- | ---------------------------- |
|                  |     |                           |                              |
| SERIA PIERWSZA   |     |                           |                              |
|                  |     |                           |                              |
| 01.08.2008       | 01  | Spotkanie                 | Alex en flammes              |
|                  |     |                           |                              |
| 02.08.2008       | 02  | Zauroczenie               | Coup de foudre               |
|                  |     |                           |                              |
| 03.08.2008       | 03  | Tajemnicza Alice          | Mystérieuse Alice            |
|                  |     |                           |                              |
| 04.08.2008       | 04  | Ząb rekina                | La dent de Mégalodon         |
|                  |     |                           |                              |
| 05.08.2008       | 05  | Myśl sercem               | Pense avec ton cœur          |
|                  |     |                           |                              |
| 06.08.2008       | 06  | Na koniec świata          | À l'autre bout du monde      |
|                  |     |                           |                              |
| 07.08.2008       | 07  | Pułapka                   | Sale piège                   |
|                  |     |                           |                              |
| 08.08.2008       | 08  | Kłopoty                   | Tourments                    |
|                  |     |                           |                              |
| 09.08.2008       | 09  | Zazdrość                  | Jalousies                    |
|                  |     |                           |                              |
| 10.08.2008       | 10  | Drzewo prawdy             | L'arbre de vérité            |
|                  |     |                           |                              |
| 11.08.2008       | 11  | Tajemnicze fotografie     | Les photos mystérieuses      |
|                  |     |                           |                              |
| 12.08.2008       | 12  | Plemię Ouipoin            | La tribu de Ouipoin          |
|                  |     |                           |                              |
| 13.08.2008       | 13  | Magia                     | Tribu et magie               |
|                  |     |                           |                              |
| 14.08.2008       | 14  | 3 dziewczyny, 3 chłopaków | 3 filles, 3 garçons          |
|                  |     |                           |                              |
| 15.08.2008       | 15  | Wielki błąd               | Grosse erreur                |
|                  |     |                           |                              |
| 16.08.2008       | 16  | Podstęp                   | Les mauvais coups            |
|                  |     |                           |                              |
| 17.08.2008       | 17  | Pierwsza noc              | Première nuit                |
|                  |     |                           |                              |
| 18.08.2008       | 18  | Zdrada                    | Trahisons                    |
|                  |     |                           |                              |
| 19.08.2008       | 19  | Wszystko się psuje        | Ça se déchire                |
|                  |     |                           |                              |
| 20.08.2008       | 20  | Wielkie Zamieszanie       | Une embrouille spectaculaire |
|                  |     |                           |                              |
| 21.08.2008       | 21  | Najpiękniejsza przysięga  | Le plus beau des serments    |
|                  |     |                           |                              |
| 22.08.2008       | 22  | Czterech fetyszów         | Les quatre fétiches          |
|                  |     |                           |                              |
| 23.08.2008       | 23  | Las tajemnic              | La forêt fantastique         |
|                  |     |                           |                              |
| 24.08.2008       | 24  | Alice czy Manon           | Alice ou Manon               |
|                  |     |                           |                              |
| 25.08.2008       | 25  | Wielkie odkrycie          | Une incroyable révélation    |
|                  |     |                           |                              |
| 26.08.2008       | 26  | Najpiękniejszy dar        | Le plus beau des cadeaux     |

## Miejsca akcji
- Sezon 1: La Rochelle (odc. 1-5) / Nouméa (odc. 5-24, 26) / Lifou (odc. 25-26) / La Foa
- Sezon 2: Nouméa / Éfaté / Tanna / Port Vila
- Sezon 3: Nouméa / Tanna / Queensland
- Sezon 4: Nouméa / Australia
- Sezon 5: Nouméa / Wietnam

## Soundtrack
- Veigar Margeirsson - Indigo
- Ismaël Lô - Baykat
- Facades - Beatitudes In the Town
- Facades - Apatheia
- Facades - Apatheia 2
- Facades - Closer
- Facades - Don't You See I'm Transparent?
- Facades - Finish Me Off
- Facades - If It Dies
- Facades - Nocturne 2
- Facades - Soft Sequence
- Facades - What You Are for Me
- Facades - You're Running Out of Time
- Gilles Luka - Just Because You Lied
- The Spherical Minds - A Snag In My Collection of Dreams